# Скиннер, Бретт
Бретт Скиннер (англ. Brett Skinner; 28 июня 1983, Брендон (Манитоба)) — канадский хоккеист, защитник. В настоящее время является игроком чешского клуба «Пираты», выступающего в первой лиге.

## Карьера
Бретт Скиннер начал свою профессиональную карьеру в 2005 году в составе клуба АХЛ «Манитоба Мус», выступая до этого в студенческих лигах Северной Америки. В своём дебютном сезоне Бретт провёл на площадке 78 матчей, в которых он набрал 29 (4+25) очков. За 3 года до этого на драфте НХЛ он был выбран в 3 раунде под общим 68 номером клубом «Ванкувер Кэнакс». 9 марта 2006 года Бретт был обменян в «Анахайм Дакс», однако остался в Манитобе на правах аренды до конца сезона.
24 сентября 2007 года Скиннер стал игроком системы «Бостон Брюинз». Сезон 2007/08 Бретт провёл в фарм-клубе «Бостона» «Провиденс Брюинз». Тот год стал для него одним из самых успешных в карьере — Скиннер набрал 48 (7+41) очков в 78 проведённых матчах и принял участие в матче «Всех звёзд» АХЛ.
3 июля 2008 года Бретт подписал однолетний контракт с клубом «Нью-Йорк Айлендерс». Сезон 2008/09 Скиннер начал в АХЛ в составе клуба «Бриджпорт Саунд Тайгерс», однако, когда в составе «островитян» началась эпидемия травм, Бретт был вызван в основную команду и смог дебютировать в НХЛ 27 октября в матче против «Нью-Йорк Рейнджерс», который завершился победой «синерубашечников» со счётом 4:2. Всего Скиннер принял участие в 11 матчах в главной североамериканской лиге, прежде чем вернуться в АХЛ.
13 января 2009 года Бретт был обменян в «Атланту Трэшерз», однако остаток сезона он провёл в фарм-клубе «дятлов» «Чикаго Вулвз». 8 июля 2009 года Скиннер заключил однолетнее соглашение с «Колорадо Эвеланш». Тем не менее, весь сезон 2009/10 Бретт вновь провёл в АХЛ в составе клуба «Лейк Эри Монстерз», набрав 28 (3+25) очков в 73 проведённых матчах. 12 августа 2010 года Скиннер покинул «Колорадо» в качестве свободного агента и подписал однолетний контракт с хабаровским «Амуром», в составе которого в сезоне 2010/11 набрал 6 (2+4) очков в 34 матчах.
19 июля 2011 года Бретт стал игроком клуба Немецкой хоккейной лиги «Изерлон Рустерс», однако, проведя в его составе 25 матчей, и набрав 11 (1+10) очков, он перешёл в клуб финской СМ-Лиги «Таппара». Тем не менее, и в новом клубе Скиннер задержаться не сумел, поэтому уже 26 января 2012 года он покинул Финляндию и заключил соглашение до конца сезона со шведским МОДО.

## Достижения
- Лучший защитник USHL 2002.
- Чемпион NCAA (2): 2004, 2005.

## Статистика выступлений
Последнее обновление: 1 марта 2012 года
|                 |                         |                 | Регулярный сезон | Регулярный сезон | Регулярный сезон | Регулярный сезон | Регулярный сезон | Регулярный сезон | Плей-офф | Плей-офф | Плей-офф | Плей-офф | Плей-офф | Плей-офф |
| Сезон           | Команда                 | Лига            | Игр              | Г                | П                | Очк              | +/-              | Штр              | Игр      | Г        | П        | Очк      | +/-      | Штр      |
| --------------- | ----------------------- | --------------- | ---------------- | ---------------- | ---------------- | ---------------- | ---------------- | ---------------- | -------- | -------- | -------- | -------- | -------- | -------- |
| 2001/02         | Де-Мойн Баккэнирс       | USHL            | 44               | 9                | 38               | 47               | --               | 25               | 3        | 0        | 1        | 1        | --       | 0        |
| 2002/03         | Университет Денвера     | NCAA            | 37               | 4                | 13               | 17               | --               | 27               | —        | —        | —        | —        | —        | —        |
| 2003/04         | Университет Денвера     | NCAA            | 44               | 7                | 23               | 30               | --               | 32               | —        | —        | —        | —        | —        | —        |
| 2004/05         | Университет Денвера     | NCAA            | 41               | 4                | 31               | 35               | --               | 28               | —        | —        | —        | —        | —        | —        |
| 2005/06         | Манитоба Мус            | АХЛ             | 65               | 4                | 21               | 25               | -2               | 33               | 13       | 0        | 4        | 4        | +5       | 19       |
| 2006/07         | Огаста Линкс            | ECHL            | 5                | 1                | 3                | 4                | +2               | 8                | —        | —        | —        | —        | —        | —        |
| 2006/07         | Портленд Пайретс        | АХЛ             | 41               | 6                | 12               | 18               | +3               | 24               | —        | —        | —        | —        | —        | —        |
| 2006/07         | Омаха Ак-Сар-Бен Найтс  | АХЛ             | 21               | 0                | 6                | 6                | -5               | 2                | 5        | 0        | 3        | 3        | --       | 2        |
| 2007/08         | Провиденс Брюинз        | АХЛ             | 68               | 7                | 40               | 47               | +13              | 47               | 10       | 0        | 1        | 1        | +1       | 0        |
| 2008/09         | Бриджпорт Саунд Тайгерс | АХЛ             | 24               | 1                | 11               | 12               | -5               | 10               | —        | —        | —        | —        | —        | —        |
| 2008/09         | Нью-Йорк Айлендерс      | НХЛ             | 11               | 0                | 0                | 0                | +3               | 4                | —        | —        | —        | —        | —        | —        |
| 2008/09         | Чикаго Вулвз            | АХЛ             | 37               | 3                | 20               | 23               | -13              | 4                | —        | —        | —        | —        | —        | —        |
| 2009/10         | Лейк Эри Монстерз       | АХЛ             | 73               | 3                | 25               | 28               | -3               | 43               | —        | —        | —        | —        | —        | —        |
| 2010/11         | Амур                    | КХЛ             | 34               | 2                | 4                | 6                | -6               | 12               | —        | —        | —        | —        | —        | —        |
| 2011/12         | Изерлон Рустерс         | DEL             | 25               | 1                | 10               | 11               | -11              | 22               | —        | —        | —        | —        | —        | —        |
| 2011/12         | Таппара                 | СМ-Лига         | 7                | 0                | 3                | 3                | -1               | 6                | —        | —        | —        | —        | —        | —        |
| 2011/12         | МОДО                    | Элитная серия   | 9                | 0                | 3                | 3                | --               | 0                | —        | —        | —        | —        | —        | —        |
| Всего в НХЛ     | Всего в НХЛ             | Всего в НХЛ     | 11               | 0                | 0                | 0                | +3               | 4                | —        | —        | —        | —        | —        | —        |
| Всего в КХЛ     | Всего в КХЛ             | Всего в КХЛ     | 34               | 2                | 4                | 6                | -6               | 12               | —        | —        | —        | —        | —        | —        |
| Всего в карьере | Всего в карьере         | Всего в карьере | 586              | 52               | 263              | 315              | -25              | 327              | 31       | 0        | 9        | 9        | +6       | 21       |